# Tadeusz Jakubowski (matematyk)
Tadeusz Jakubowski (ur. 11 stycznia 1947 w Karnkowie) – polski matematyk, doktor nauk matematycznych, informatyk, działacz opozycji antykomunistycznej w czasach PRL, polityk, działacz katolicki.

## Życiorys

### Wykształcenie i działalność zawodowa
Absolwent Wydziału Matematyki, Fizyki i Chemii Uniwersytetu Wrocławskiego (1970), w latach 1970–1973 doktorant w Instytucie Matematycznym PAN Oddział we Wrocławiu. W 1975 roku pod kierunkiem promotora prof. Romana Dudy uzyskał doktora nauk matematycznych. 
W latach 1973–1991 pracownik naukowo-dydaktyczny Instytutu Matematycznego Uniwersytetu Wrocławskiego. W latach 1987–2006 projektant systemów informatycznych w firmach Winuel, Pozyton i Mikronika. W latach 1991–1993 pracownik dydaktyczny w Instytucie Matematyki Politechniki Wrocławskiej, a w latach 2006–2012 pracownik naukowo-dydaktyczny i dziekan Wydziału Turystyki i Rekreacji Wrocławskiej Wyższej Szkoły Informatyki Stosowanej „Horyzont”. Od 2012 roku na emeryturze. 

### Działalność polityczna i społeczna
W marcu 1968 roku uczestnik strajku okupacyjnego na Uniwersytecie Wrocławskim, pełnił funkcję szefa straży akademickiej. W latach 1977–1980 współpracownik i kolporter wydawnictw KOR, następnie KSS KOR. W czerwcu 1977 roku sygnatariusz petycji 33 wrocławskich naukowców w obronie aresztowanych członków i współpracowników KOR, w wyniku czego został objęty przez Służbę Bezpieczeństwa sprawą operacyjnego rozpracowania o kryptonimie „Mąciciele”, tj. obserwacją, kontrolą korespondencji i zastrzeżeniem wyjazdów zagranicznych na okres pięciu lat. W latach 1978–1980 współpracownik ROPCiO. W marcu 1980 roku kolporter materiałów niezależnych, uczestnik akcji bojkotu wyborów do Sejmu PRL. 
Od września 1980 roku członek Niezależnego Samorządnego Związku Zawodowego „Solidarność”, członek i rzecznik Prezydium Komitetu Założycielskiego NSZZ „Solidarność” Uniwersytetu Wrocławskiego, od lutego 1981 roku wiceprzewodniczący Komisji Zakładowej „Solidarności” na Uniwersytecie Wrocławskim. W tym okresie także redaktor naczelny biuletynu informacyjnego KZ NSZZ „Solidarność” Uniwersytetu Wrocławskiego „Komunikaty”. 
13 grudnia 1981 roku uczestnik strajku przeciwko wprowadzeniu stanu wojennego w Polsce, organizator i tajny przewodniczący komitetu strajkowego na Uniwersytecie Wrocławskim. 4 stycznia 1982 roku uniknął internowania, do 25 września 1982 roku pozostawał w ukryciu (urlop naukowy na Uniwersytecie Wrocławskim). Od stycznia 1982 roku współpracownik, a następnie członek RKS NSZZ „Solidarność” we Wrocławiu. Współorganizator i prowadzący Kancelarię RKS, opracował urządzenie szyfrujące i szyfry do kontaktów na szczeblu krajowym oraz pomiędzy ważnymi komórkami lokalnymi. Po odłączeniu się grupy Kornela Morawieckiego organizator nowych struktur RKS i kontaktów z głównymi zakładami pracy we Wrocławiu. Od lipca 1982 roku organizator struktur i szef Radia RKS „Solidarność” we Wrocławiu, koordynator emisji siedmiu pierwszych audycji do listopada 1982 roku. Wielokrotnie zatrzymywany i szykanowany przez SB, objęty inwigilacją w ramach SOR „Labirynt” (1982) oraz SOR „Victoria” (1984).
W latach 1990–1992 założyciel i prezes struktur Zjednoczenia Chrześcijańsko-Narodowego we Wrocławiu, członek Zarządu Krajowego ZChN. W 1991 roku przewodniczący komitetu wyborczego Wyborczej Akcji Katolickiej we Wrocławiu. W okresie 1992–1993 inicjator Ruchu Chrześcijańsko-Narodowego Akcja Polska we Wrocławiu, prezes Zarządu Wojewódzkiego i członek Zarządu Krajowego tej partii. 
Od 1995 roku w Akcji Katolickiej, członek założyciel, w latach 1997-2012 wiceprezes Zarządu Archidiecezjalnego Akcji Katolickiej. Odznaczony Medalem Akcji Katolickiej im. Jana Pawła II i Medalem Świętej Jadwigi. W latach 2004–2018 członek Rady Duszpasterskiej Archidiecezji Wrocławskiej.  
Od 2021 roku członek kapituły odznaki honorowej „Wrocławska Wolność”, uhonorowany odznaką „Wrocławska Wolność” 14 grudnia 2021 roku”.   

## Życie prywatne
Żonaty z Małgorzatą od 1972 roku, ma dwóch synów: Piotra i Tomasza.

## Odznaczenia i wyróżnienia
- 2017 – Krzyż Wolności i Solidarności[6]
- 2007 – Krzyż Oficerski Orderu Odrodzenia Polski[7]
- Od 2021 roku członek kapituły odznaki honorowej „Wrocławska Wolność”[8]
- 2021 – uhonorowany odznaką „Wrocławska Wolność” (14 grudnia)”[9]